# Leonor Teles
Leonor Teles, cognominada a Aleivosa (Trás-os-Montes e Alto Douro, c. 1350 – Valladolid, 1390-1405/1406) foi rainha de Portugal entre 1372 e 1383, pelo seu casamento com Fernando I de Portugal. Foi regente de Portugal de 1383 a 1384.

## Vida
Leonor era sobrinha de João Afonso Telo de Meneses, conde de Barcelos. Seu pai, Martim Afonso Telo de Meneses, mordomo-mor e suposto amante da rainha Maria de Portugal, esposa de Afonso XI de Castela, foi assassinado em 1356 por ordem do rei Pedro, o Cruel. A mãe de Leonor era Aldonça Anes de Vasconcelos, filha de João Mendes de Vasconcelos e Aldara Afonso Alcoforado.
Ainda muito jovem, Leonor casou-se com João Lourenço da Cunha, filho do morgado do Pombeiro. O casamento foi anulado, pois o rei Fernando quis casar com ela, rompendo o noivado que tinha com a filha do rei de Castela, também ela de nome Leonor.

### Rainha

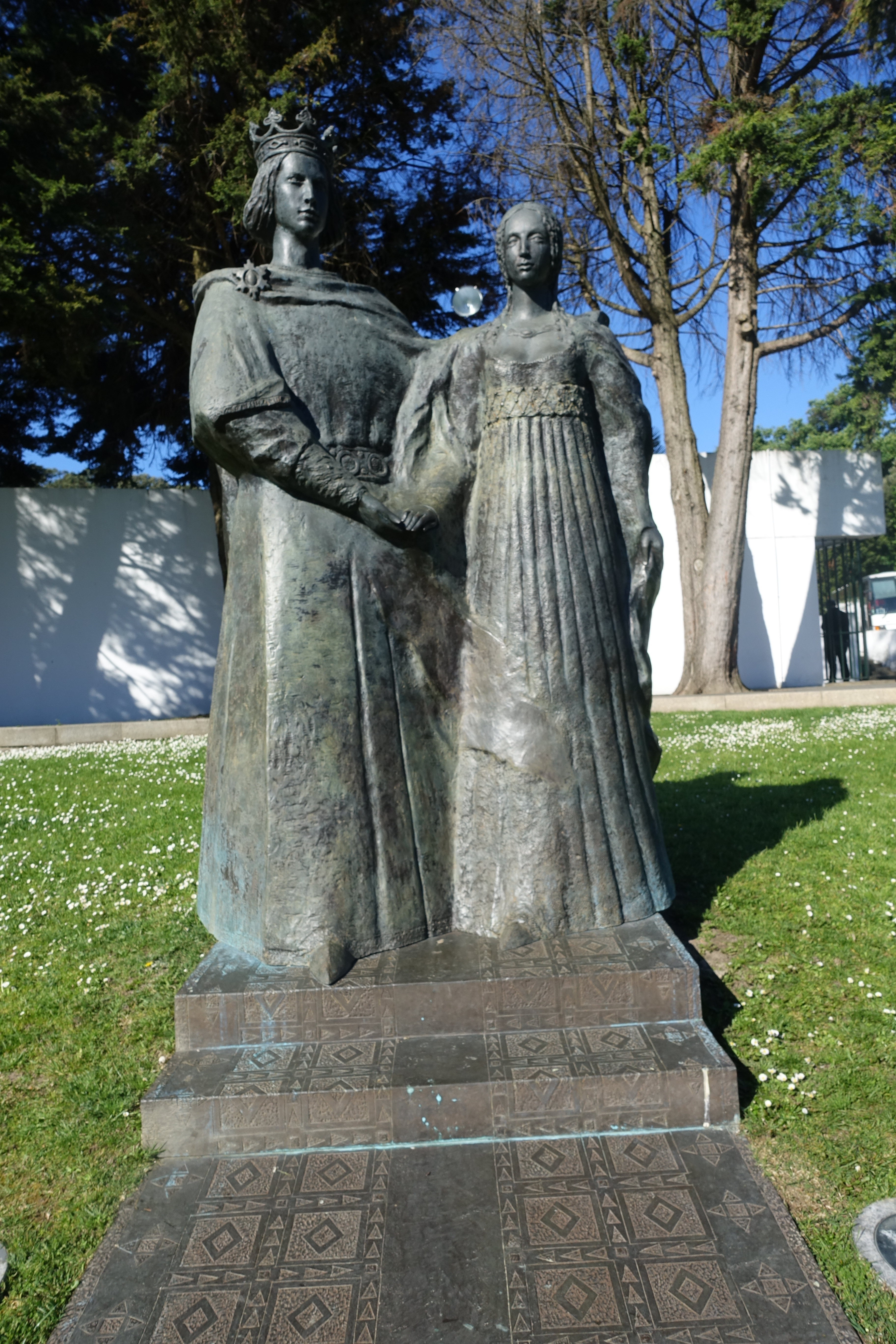
Estátua de e Leonor Teles em Leça do Balio

Conta-se que, numa altura em que visitou a irmã Maria Teles, aia da infanta Beatriz, o rei Fernando I de Portugal ficou loucamente apaixonado por Leonor — que Fernão Lopes descreveu como sendo "louçana e aposta e de bom corpo (…), com suas fremosas feiçõoes e graça", querendo-a tomar por amante. Leonor resistiu e o rei ficou sabendo que só a teria por via de casamento. Alegando-se uma remota consanguinidade, foi obtida a anulação do primeiro casamento de Leonor Teles e preparado o casamento com o rei. Isto motivou uma enorme reprovação popular, a revolta foi reprimida e manchou negativamente a imagem da rainha.
O casamento público com o rei ocorreu no Mosteiro de Leça do Balio, em 5 de maio de 1372, havendo notícia de que teria sido precedido por um outro, este secreto, ainda em 1371. Leça do Balio era pertença da Ordem do Hospital, que tinha como prior Álvaro Gonçalves Pereira, pai de Nuno Álvares Pereira. Em fevereiro de 1373, nascia a infanta Beatriz. Nesse mesmo ano, a rainha armou por sua vontade Nuno Álvares cavaleiro, ficando o jovem, com cerca de treze anos, escudeiro da rainha.
As rainhas de Portugal contaram, desde muito cedo, com os rendimentos de bens, adquiridos, na sua grande maioria, por doação. Leonor Teles, através de doação de Fernando, recebeu Vila Viçosa, Abrantes, Almada, Sintra, Torres Vedras, Alenquer, Atouguia, Óbidos, Aveiro, bem como os reguengos de Sacavém, Frielas, Unhos e a terra de Melres, em Ribadouro. Trocou Vila Viçosa por Vila Real em 1374 e adquiriu Pinhel em 1376.
Temendo o prestígio do infante D. João, que se casara com sua irmã Maria Teles de Menezes, Leonor concebeu o plano de casar o infante com sua filha Beatriz. Mas para isso era preciso eliminar Maria Teles de Menezes, sua própria irmã, acção por que terá sido responsável, ao insinuar que esta seria adúltera. João, enfurecido, matou a mulher, e apresentou-se como viúvo disponível à cunhada, que logo o acusou de homicídio, afastando assim um temível rival ao trono. Seguindo a mesma linha, em 1382, mandou prender em Évora, outro cunhado: João, mestre de Avis, com ordem de execução. João foi solto graças à intervenção do conde de Cambridge.
Em 1382, terminou a última guerra fernandina. No ano seguinte é assinado o Tratado de Salvaterra de Magos que estipula as condições de paz e a sucessão ao trono português.

## Crise de 1383–1385

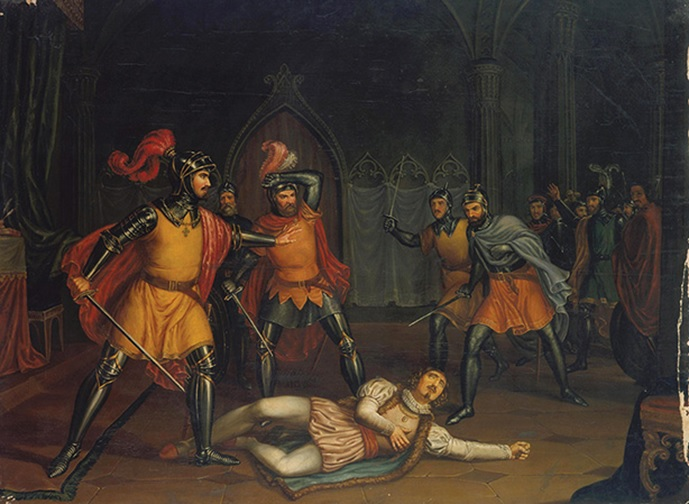
Morte do Conde Andeiro (Museu Nacional Soares dos Reis, Porto)

Com a morte de Fernando em 22 de outubro de 1383, Leonor assumiu a regência do reino e o seu amante, João Fernandes Andeiro, passou a exercer uma influência decisiva na corte. Esta ligação e influência desagradavam manifestamente ao povo e à burguesia e a alguma nobreza que odiavam a regente e temiam ser governados por um soberano castelhano.
D. João, mestre de Avis, apoiado por um grupo de conspiradores, entre os quais o jovem Nuno Álvares Pereira, que terá tido a ideia original, e Álvaro Pais, foi incentivado pelo descontentamento geral a assassinar o conde Andeiro. A acção ocorreu no paço, a 6 de dezembro de 1383 e iniciou o processo de obtenção da regência em nome do infante João, mas este foi preso pelo rei de Castela.
Leonor abandonou Lisboa, fiel ao mestre de Avis, e refugiou-se em Alenquer e depois em Santarém, cidades fiéis à causa da rainha, onde tentou manobrar politicamente a sua continuidade no poder. Álvaro Pais propôs à rainha casar com o mestre de Avis, mas ela recusou.
Com o desenvolver do conflito entre o mestre de Avis e o rei castelhano, a regente perdeu espaço de manobra e acabou por ser constrangida a abdicar da regência a favor de João I de Castela e de Beatriz, sua filha, a esposa do rei castelhano.
Com a vitória do partido do mestre de Avis na guerra civil e contra Castela, este tornou-se regente e depois rei. 
O rei João I de Castela, genro de Leonor, logo em 1384, pouco depois dela ter renunciado à regência, havia-a encerrado no Mosteiro de Tordesilhas, perto de Valladolid, onde, segundo alguns historiadores, faleceu em 1386. No entanto, referências do cronista castelhano López de Ayala, seu contemporâneo, dão-na como viva em 1390 ou até 1405/1406.

## Descendência
Do seu primeiro casamento com João Lourenço da Cunha, filho do morgado do Pombeiro, nasceu:
- Uma filha que morreu na infância;[12]
- Álvaro da Cunha (c.1371—1415), partidário de D. João, mestre de Avis, durante a Crise de 1383–1385. Morreu de peste no regresso da Conquista de Ceuta.

Depois de anulado o primeiro matrimónio por motivos de consanguinidade, casou-se em segundas núpcias com o rei D. Fernando I. Desta união nasceram:
- Beatriz de Portugal (1373—após junho de 1412[13]), pretendente ao trono do pai, rainha consorte de Castela, casada com o rei D. João I de Castela;
- Um filho falecido quatro dias após nascer[14] (19—23 de julho de 1382);
- Uma filha que morreu à nascença[12] (nascida a 27 de setembro de 1383).

## Títulos e estilos
A rainha usou os seguintes títulos:
- 1372 — 1383: Dona Leonor, pela graça de Santa Maria, Rainha de Portugal e do Algarve;[15]
- 1383 — 1384: Dona Leonor, pela graça de Deus, Rainha, Governadora e Regente dos reinos de Portugal e do Algarve.[16]

## Na literatura
- Fernão Lopes, cronista do reino de Duarte I, faz um exaustivo retrato de Leonor na Crónica de el-rei D. Fernando e na primeira parte da Crónica de El-Rei D. João I.
- O romance histórico, em versão novela, de Alexandre Herculano, Aras por Foro de Espanha - parte da sua famosa colecção Lendas e Narrativas.
- A peça D. Leonor, Rainha Maravilhosamente, de Alice Sampaio.
- O romance Dona Leonor Teles de Heloísa Maranhão, escritora brasileira, conta como uma brasileira do século XX alucina que é a rainha e passa a viver a vida de Leonor.
- O romance Leonor Teles ou o Canto da Salamandra de Seomara da Veiga Ferreira.
- O romance Rosa Brava de José Manuel Saraiva é baseado na vida de Leonor Teles.
- O romance Eu, Leonor Teles de Maria Pilar Queralt del Hierro.
- O romance Vida Ignorada de Leonor Teles de António Cândido Franco.
- O romance Padeira de Aljubarrota de Maria João Lopo de Carvalho.